# Клюсівсько-Зачепилівська волость
Клюсово-Зачепилівська волость — адміністративно-територіальна одиниця Кобеляцького повіту Полтавської губернії з центром у селі Клюсівка.
Старшинами волості були:
- 1904 року козак Яків Петрович Андрієнко[1];
- 1913—1915 року козак Тихін Антонович Вакула[2],[3].